# Emilio Luci
Emilio Luci (Colle di Val d'Elsa, 1546 – Roma, 1607) è stato un politico e giurista italiano.
Segretario di Don Pietro de' Medici presso la corte di Spagna, fu Auditore Generale per il governo della città e dello Stato di Siena dal 1590 al 1596.

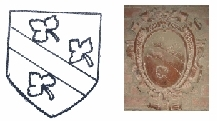
Stemma in terracotta della famiglia Luci nel Palazzo Pubblico di Siena con iscrizione dedicata a Emilio e Giovanni Luci, a nome del granduca Ferdinando II de' Medici e datata novembre 1656.

## Biografia
Nato a Colle di Val d'Elsa nel 1546, Emilio Luci studiò all'Università di Pisa dove si laureò in diritto canonico e diritto civile. Figlio di Francesco di Alberto Luci che nel 1555 ottenne la cittadinanza fiorentina, e amico del concittadino colligiano Lorenzo Usimbardi, come testimoniato dal carteggio epistolare, Emilio Luci entrò presto nella segreteria granducale come auditore. Fu segretario di Don Pietro de' Medici che seguì nelle sempre più frequenti trasferte del rampollo di casa Medici presso la corte di Spagna. Tornato in Italia, Emilio Luci passò per un periodo al servizio dello Stato della Chiesa dove fu nominato Governatore del Castel della Pieve (oggi Città della Pieve) dal 1529 sotto il dominio papale. Nel giro di pochi anni seguirono altri incarichi: Podestà della città di Orvieto, Auditore della Ruota di Perugia e Governatore in Romagna di Meldola.
Tornato verso il 1585 nel Granducato di Toscana, fu nominato Segretario del granduca Francesco I de' Medici, e nel 1590 venne scelto dal granduca Ferdinando I de' Medici come Auditore Generale per il governo della Città e Stato di Siena sotto il governatorato del marchese Tommaso Malaspina (1591-1603). Lo stato senese, infatti, nonostante la fine della Repubblica di Siena e il passaggio nel 1557 sotto l'orbita fiorentina mantenne sempre una autonomia governativa e amministrativa rispetto al resto del Granducato di Toscana. Emilio Luci rimase in carica come Auditore Generale di Siena fino al 1596, quando accettò di diventare auditore della Ruota criminale di Genova e auditore della Ruota di Bologna.
Emilio Luci ebbe un fratello, Francesco Luci (nato a Colle di Val d'Elsa nel 1548), importante prelato stimato per la grande cultura teologica e giuridica, che ricoprì alti incarichi nello Stato Pontificio. Mentre il figlio primogenito Giovanni Luci (nato a Colle di Val d'Elsa nel 1570), fu Capitano di Giustizia della città e dello Stato di Siena, e giudice assessore del tribunale fiorentino degli Otto di Guardia e Balia.